# Legend of the Dragon (videojuego)
Legend of the Dragon es un videojuego de lucha de Game Factory para Wii, PlayStation 2 y PlayStation Portable. Ha sido desarrollado por la empresa francesa Neko Entertainment y distribuido por The Game Factory el 1 de mayo de 2007. El argumento sigue la serie animada del mismo nombre.

## Personajes
- Ang
- Beingal
- Xuan Chi
- Ling
- Zodiac Master
- Victor
- Ming
- K-Ho
- Chang Wo
- Shoong
- Lo Wang
- Bastet
- Master Chin
- Jaguar God
- Yin Wi

## Recepción
El videojuego recibió críticas "generalmente negativas". Además fue el número diez en la lista de los diez peores videojuegos de 2007 de GamePro.
- Datos: Q3829613